# Новопольский, Войцех
Войцех Новопольский (пол. Wojciech Nowopolski, лат. Albertus Novicampianus ; 1508, Новопол-над-Пилице (ныне Конецполь, Ченстоховский повят, Силезское воеводство, Польша) — 1558, Краков) — польский анатом, физиолог, филолог, богослов, педагог, профессор Краковской академии. Доктор медицины.

## Биография
Родился в семье крепостного магнатов Конецпольских.
В. Новопольский в 1532 году окончил Краковскую академию. Позже занял должность профессора. Сначала занимался медициной, затем преподавал греческий язык. В конце научной деятельности посвятил себя богословию.
В 1553—1557 годах был учителем Яноша Жи́гмонда За́польяи, сына венгерского короля Яноша I Запольяи.
Похоронен в Базилике Святой Троицы в Кракове.

## Научная деятельность
Автор трактатов по вопросам филологии, медицины и богословия. Писал на латыни.

## Избранные работы
- * «Oratio de laude physicae» («Похвала физике»);
- «De accentibus et recta pronunciatione» («Правильное произношение и ударение», 1548, 3 изд., Краков, 1567);
- «Fabricatio hominisa Cicerone libro secundo de natura Deorum descripta» («О строении человека», Краков, 1551 и 1563) — первый учебник анатомии в Польше;
- «Dissertatio […] utrum cor an iecur in formatine foetus consistet prius» («Размышления о том, что в плоде развивается в первую очередь: сердце или внутренние органы»)
- «Scopus biblicus […] cum annotationibus summam doctrinae Christanae complectentibus» («Посев библейский..»., 1553);
- «Oratio […] de corruptissimis eius saeculi moribus et variis turbulentisque in religione Christiana doctrinis» («О существенных искажениях обычаев века и о разных науках, внесших путаницу в христианскую религию: и как должен поступать набожный человек», 1557);
- «Apologia pro catholica fide et doctrina de veritate corporis Christi Jesu in Eucharistia, de ceterisque Sacramentis. Liturgiae item seu Missae Sacrificio, ac aliis fere omnibus quae hoc saeculo controvertuntur» («Апология католической веры и науки..», 1559)..
- «Assertio quorundam …» (1555)
- «De Corisississis Eius Saeculi Moribus …» (1557)
- «Commentarius в Evang. Johannis»
- «De potestate gemina, qua regitur mundus»